# House of Pain

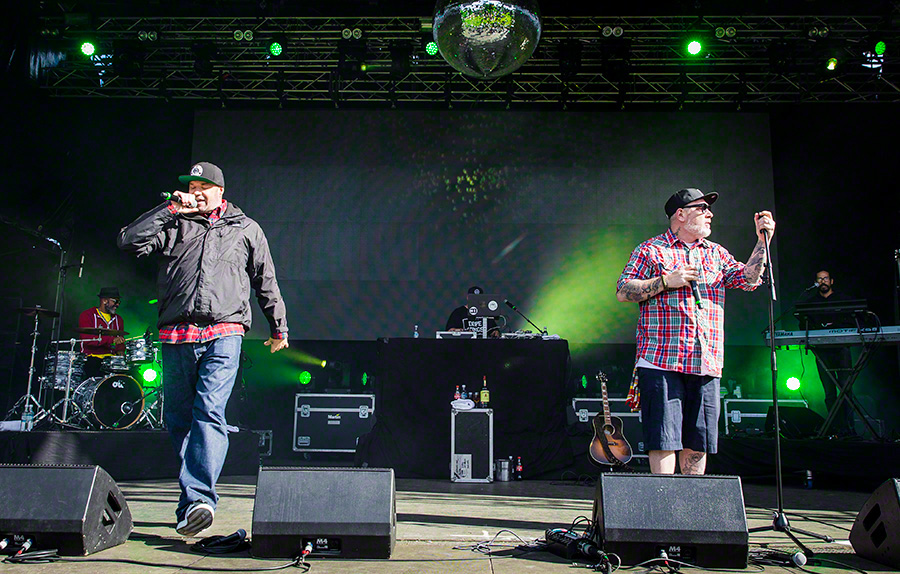
House of Pain, 2016

Gli House of Pain sono un gruppo musicale di genere hip hop statunitense di origini irlandesi (escluso DJ Lethal che è nato in Lettonia), che ha pubblicato tre album nella prima metà degli anni novanta, prima che il leader Everlast decidesse di percorrere la strada solista. Il gruppo è ancora famoso per la hit del 1992 Jump Around. Si sono riuniti nel 2010 con un nuovo DJ.

## Storia
Erik Schrody era un adolescente amante dell'hip hop che iniziò la sua carriera come pupillo di Ice-T, che lo accolse nella sua associazione Rhyme Syndicate. Erik, con lo pseudonimo di Everlast, firmò un contratto alla Sire/Warner Bros. e pubblicò il suo debutto solista Forever Everlasting nel 1990, senza però ottenere un grande successo commerciale. Due anni dopo Schrody fondò, con gli amici Dan O'Connor (a.k.a. Danny Boy) e Leor Dimant (DJ Lethal), il gruppo degli House of Pain. Il trio firmò con la Tommy Boy Records e nello stesso anno incise e pubblicò l'album omonimo, con risultati straordinari e più dischi di platino, grazie soprattutto alla hit Jump Around.
Il loro successivo lavoro ottenne il disco d'oro malgrado nessuna hit in particolare. Gli House of Pain si sciolsero durante le registrazioni del loro terzo album, Truth Crushed to Earth Shall Rise Again, che comunque uscì nello stesso anno, il 1996. Dopo lo scioglimento, Everlast pubblicò altri album solisti. Il primo di questi, Whitey Ford Sings the Blues del 1998, ebbe un successo da multi-platino. Nel 1996 DJ Lethal si unì ai Limp Bizkit. Successivamente la Rhyno Records ha pubblicato una raccolta, dal titolo Shamrocks & Shenanigans , con le migliori hits del gruppo e della carriera solista di Everlast, prima e dopo gli House of Pain.

## Discografia
- 1992 - House of Pain
- 1994 - Same as It Ever Was
- 1996 - Truth Crushed to Earth Shall Rise Again